# Vratěnín
Vratěnín (deutsch Fratting) ist eine Gemeinde im Okres Znojmo (Bezirk Znaim), Jihomoravský kraj (Region Südmähren) in der Tschechischen Republik. Sie liegt an der österreichischen Grenze in Südmähren. Südlich des Ortes befindet sich der Grenzübergang Vratěnín/Drosendorf. Die Ortschaft selbst ist als ein Längsangerdorf angelegt.

## Nachbargemeinden
| Rancířov (Ranzern) | Lubnice (Hafnerluden) Mešovice (Nespitz)    | Korolupy (Kurlupp) Uherčice (Ungarschitz) |
| Schaditz           | Kompassrose, die auf Nachbargemeinden zeigt | Podhradí nad Dyjí (Freistein)             |
| Rabesreith Luden   | Drosendorf-Zissersdorf                      | Stálky                                    |

## Geschichte

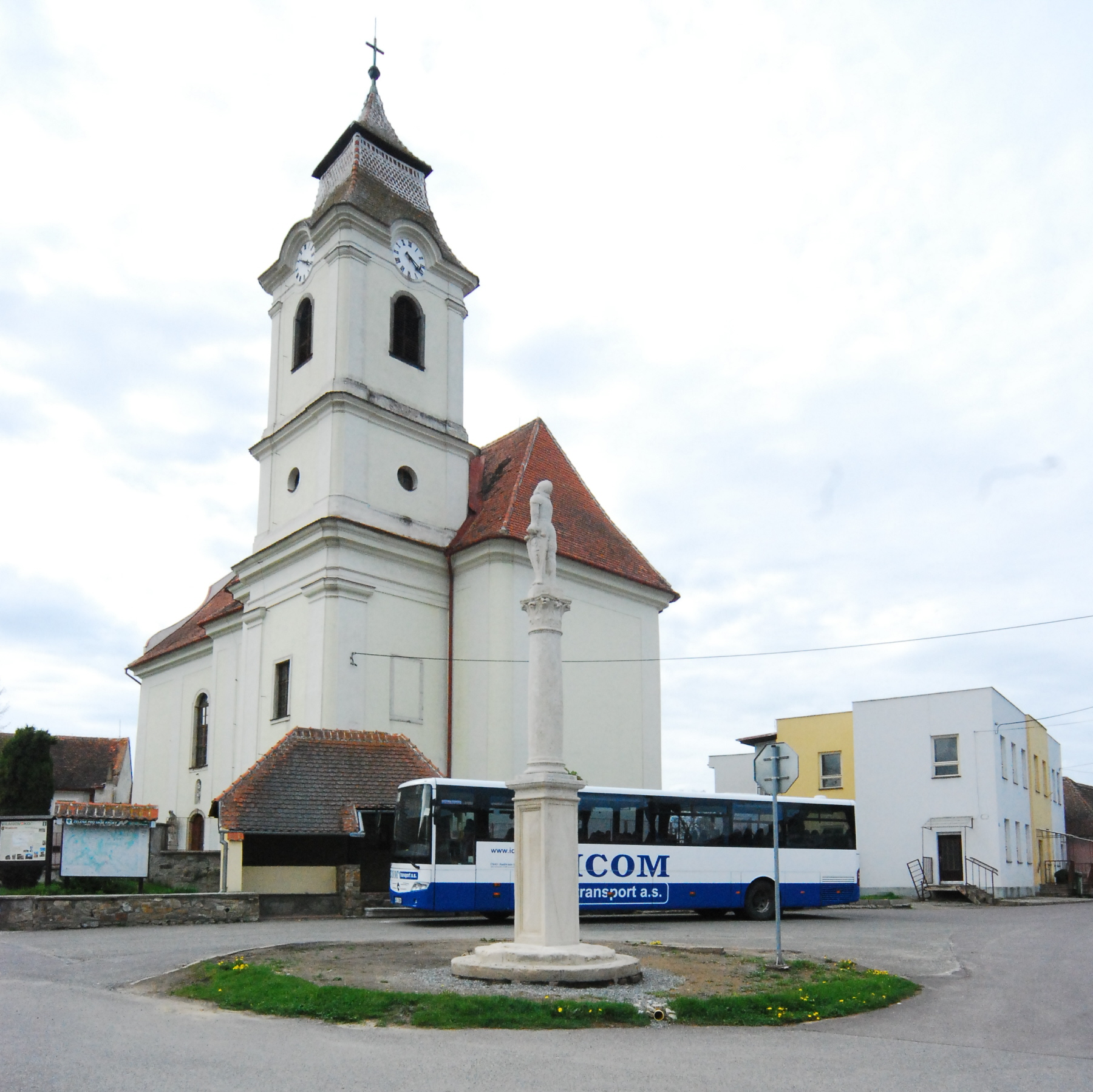
Die Pfarrkirche aus dem Jahr 1773

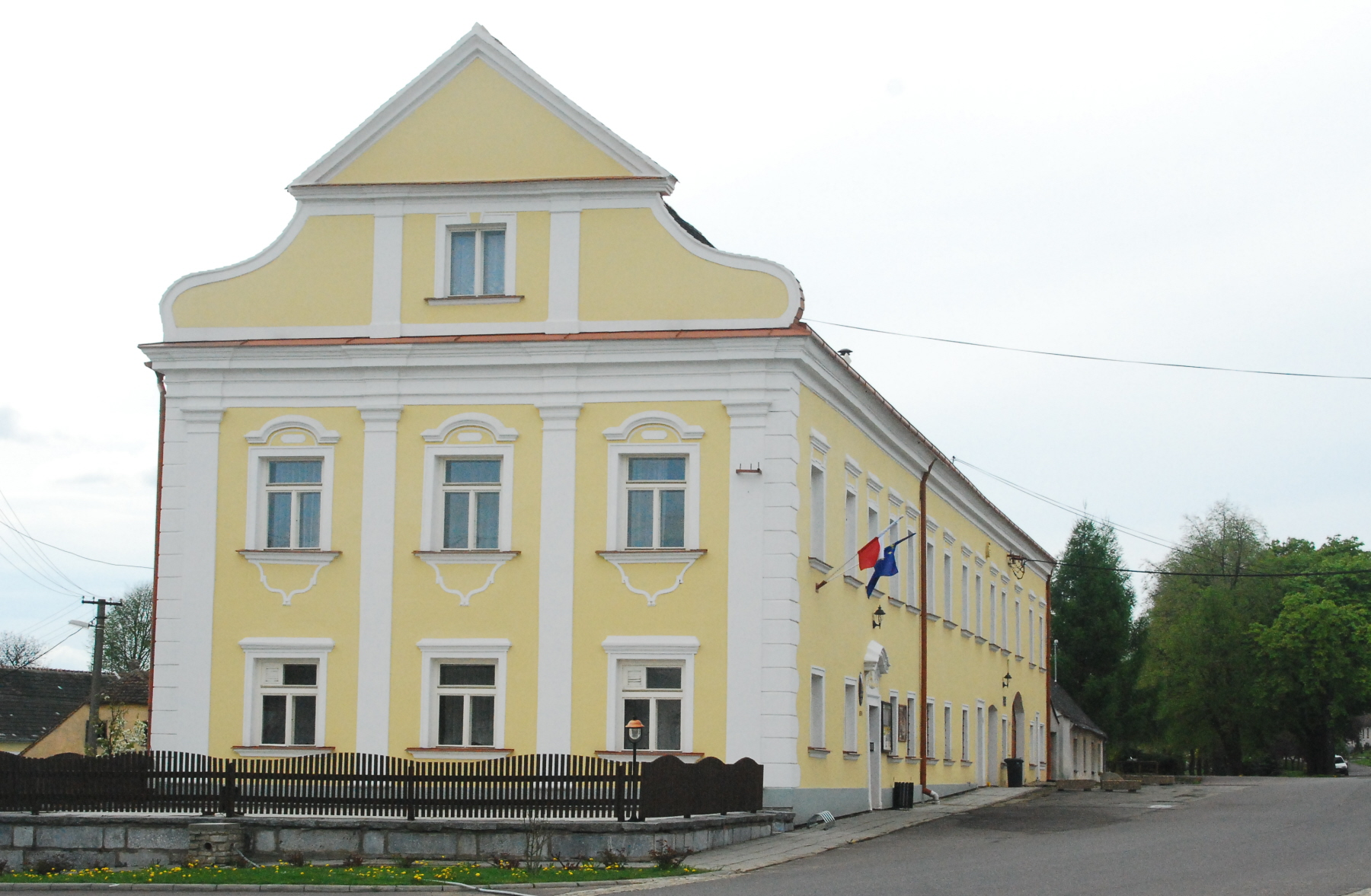
Gemeindeamt – Postamt, 1723 wurde die Station zu einer Hauptpoststation erhoben.

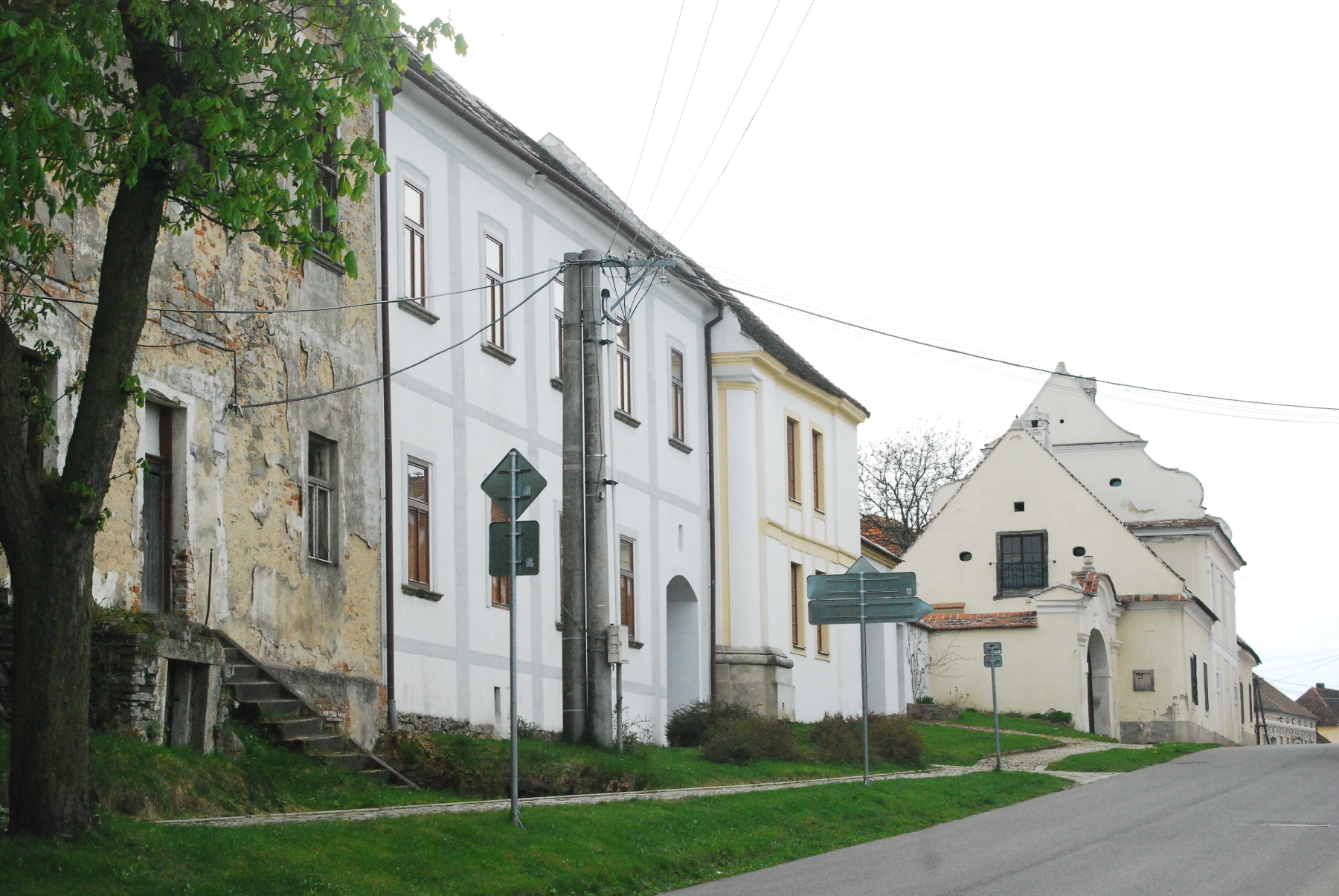
An Stelle des Alten Frattinger Schlosses erbauten Barfüßlermönche 1696 ein Kloster mit Kirche und Loretokapelle. 1784 wurde das Kloster aufgehoben. Die Kirche brannte 1821 ab.

Die Anlage des Ortes und die bis 1945 gesprochene Ui-Mundart (bairisch-österreichisch) mit ihren speziellen Bairischen Kennwörtern weisen auf eine Besiedlung durch bayrische deutsche Stämme hin, wie sie um 1050, aber vor allem im 12/13. Jahrhundert erfolgte. Fratting wurde 1251 erstmals urkundlich erwähnt, als Wichard von Tyrna die ›ecclesia Wratingen‹ dem Stift Geras übergab, dem die Pfarrei bis nach dem Zweiten Weltkrieg inkorporiert blieb. 1325 erhielt der Ort von Johann von Luxemburg die Stadtrechte verliehen. Vladislav II. erneuerte 1498 die alten Privilegien und erweiterte sie um die Abhaltung eines Jahrmarktes.
1560 kam Fratting in den Besitz Wenzels Kraiger von Kraigk. Ab dem Jahre 1561 erhielt Fratting die Erlaubnis, Heiratsverträge abzuschließen und mittels eines eigenen Gerichtes Zwiste unter den Untertanen zu schlichten. In dem Ort, durch den die Poststraße von Wien nach Prag führte, befand sich eine Umspanne mit Herberge für die Reisenden. 1723 wurde diese Station zu einer Hauptpoststation erhoben. Die zu Zeiten Maria Theresias angelegte neue Kaiserstraße von Wien nach Prag führte nicht mehr über Fratting, sondern weit nördlich vorbei. Dadurch verlor die Poststation ihre Bedeutung, was sich auch negativ auf das Städtchen auswirkte. Das Augustiner-Eremitenkloster wurde im Jahre 1784 durch Kaiser Josef II. aufgelöst. Im Jahre 1821 brannte die Kirche völlig nieder. Bis ins 19. Jahrhundert war Fratting als Wallfahrtsort auch bekannt für seinen Loretoaltar.
1904 entstand ein Projekt einer elektrischen Eisenbahn von Znaim über Fratting nach Raabs an der Thaya, das sich jedoch wegen der Staudammpläne an der Thaya verzögerte und schließlich durch den Ausbruch des Ersten Weltkrieges und der danach erfolgten Gründung der Tschechoslowakei nicht mehr verwirklicht wurde. Zu dieser Zeit fanden die Jahrmärkte immer an Fabian, am Dienstag nach Mariä Verkündigung, am Montag nach Margarethe, am Dienstag nach Ägidius und am Dienstag nach Katharina statt. Auch gab es jeden Mittwoch einen Wochenmarkt.
Nach dem Ersten Weltkrieg zerfiel der Vielvölkerstaat Österreich-Ungarn. Fratting, dessen Bewohner im Jahre 1910 zu 99 % Deutschmährer waren, wurde wie ganz Mähren Teil der neu gegründeten Tschechoslowakei. Zwischen den Volkszählungen 1910 und 1930 stieg der Ortsanteil der tschechischen Bevölkerung von 0,6 % auf 24 % an. Das Deutsche Reich erwirkte im Münchner Abkommen mit den Westmächten ohne tschechoslowakische Beteiligung die Abtretung der deutschsprachigen Randgebiete. Somit wurde Fratting am 1. Oktober 1938 ein Teil des Reichsgaues Niederdonau.
Nach dem Ende des Zweiten Weltkrieges, der 22 Opfer aus dem Ort forderte, kam die Gemeinde am 8. Mai 1945 wieder zur Tschechoslowakei zurück. Die deutschen Bewohner wurden 1945 als Folge des Kriegs enteignet und größtenteils vertrieben.
Von 1961 bis 1990 war Mešovice eingemeindet. Im Jahre 1996 wurde Vratěnín Sieger im Wettbewerb „Dorf des Jahres“.

## Wappen und Siegel
Fratting führte seit dem Jahre 1646 ein eigenes Siegel. Es zeigte eine Barockschild mit den Initialen „F“ (=Fratting) in der Mitte, den Namen der Marktgemeinde im oberen Kreisrund und drei Rosenblüten im Siegelfeld.

## Bevölkerungsentwicklung
Matriken (Kirchenbücher) werden seit 1655 geführt. Onlinesuche über das Landesarchiv Brünn.
| Volkszählung | Einwohner gesamt | Volkszugehörigkeit der Einwohner | Volkszugehörigkeit der Einwohner | Volkszugehörigkeit der Einwohner |
| Jahr         | Einwohner gesamt | Deutsche                         | Tschechen                        | Andere                           |
| ------------ | ---------------- | -------------------------------- | -------------------------------- | -------------------------------- |
| 1880         | 552              | 521                              | 1                                | 1                                |
| 1890         | 536              | 530                              | 6                                | -                                |
| 1900         | 528              | 521                              | 7                                | –                                |
| 1910         | 487              | 484                              | 3                                | –                                |
| 1921         | 528              | 398                              | 103                              | 27                               |
| 1930         | 529              | 375                              | 127                              | 27                               |

## Sehenswürdigkeiten
- Die barocke Pfarrkirche Jakobus des Älteren wurde im Jahre 1773 erbaut. Sie hat drei Altäre und im Turm hängen vier Glocken. Die Deckenfresken und die drei Altarblätter aus dem Jahr 1770 stammen von Anton Franz Zeller. Weiters gibt es in der Kapelle eine Orgel, eine Orgelempore und ein Taufbecken aus der Bauzeit, sowie eine Rolandsäule, den „Prangerhansl“ aus dem Jahre 1595. Am Pranger wurden verschiedene Vergehen bestraft.
- ehemalige Umspanne an der alten Poststraße Prag – Wien, heute als Gasthaus und Gemeindeamt genutzt
- mehrere barocke Bildsäulen
- Marterlsäule an der Straße nach Rancířov
- Marktsäule mit Ritterfigur (1595)
- Ruine des Augustinerklosters (1821 durch Brand zerstört)
- Schloss aus der Frührenaissance
- Postamt (schon im 16. Jahrhundert, 1732 Hauptposthalterstelle)[12]

## Sagen aus dem Ort
- An gewissen Abenden in der Adventszeit hörten die Leute eine jammernde Stimme aus dem Wald, die immerzu fragte „Wo soll ich ihn hintragen?“ Keiner wusste darauf eine Antwort und lief sogleich davon. Eines Abends jedoch vernahm ein Handwerksbursche die Stimme und rief „Dort hin, wo du ihn weggenommen hast.“ Daraufhin antwortete die Stimme „Vergelt's Gott!“ und verschwand für immer. Der Geist soll ein Bauer gewesen sein, der zu Lebzeiten einen Grenzstein versetzt hatte und nun als Strafe diesen Grenzstein so lange zu tragen hatte, bis ein mutiger Mensch ihm eine Antwort auf seine Frage geben würde.[13]
- Bei dem „öden Kirchl“ zwischen Nondorf und Unter-Thürnau bei Drosendorf hauste einst ein rotbärtiger Riese in einer Höhle. Er bewachte eine verwunschene schöne Jungfrau. Es hieß, wenn es einem Burschen gelingt, die Maid zu erlösen, dann reitet sie ihm auf einer großen Schnecke entgegen, die ein goldenes Haus trägt und wird seine Frau. Eines Tages versuchte ein Frattinger Schmiedgeselle mit einer großen Axt sein Glück, um die Jungfrau zu befreien. Doch weil der junge Mann bereits eine Liebschaft hatte, war er nicht mehr unschuldig, und so erschlug ihn der Riese.[14]